# Pieter van Coninxloo
Pieter van Coninxloo, född omkring 1460, död 1513, var en flamländsk målare.
Inte mycket är känt om hans liv förutom några nämnanden om honom i handlingar och arkiv. Endast en handfull av hans verk finns i dag bevarade.
Pieter van Coninxloo föddes i en konstnärsfamilj med gamla anor. Hans inriktning var porträttmålningar och han arbetade tidvis hos det burgundiska hovet. Han tros ha målat ett porträtt från 1505 av Margareta av Österrike. Han var 1513 anställd som porträttmålare och avporträtterade Karl V.